# Alegeri legislative în Italia, 1958
Alegerile politice au avut loc pe data de 25 mai 1958. În aceste alegeri s-a stabilit pentru prima dată întocmirea "Constituției italiene", care prevedea un număr de locuri atribuite in manieră variabilă, distribuite astfel: pentru Camera Deputaților cate un deputat pentru 80.000 de mii e locuitori pe regiune sau împarțiți la mai mult de 40000 de locuitori; pentru Senat cate un senator la fiecare 200.000 de locuitori sau împarțiți la mai mult de 100.000 de locuitori; nici o regiune nu poate avea un număr de senatori mai mic de 6, Valle d'Aosta va avea unul singur. Alegerile urmatoare se vor desfăsura cu un număr de deputați si senatori ficși, urmatoarea lege va fi prevazută in Constituția din 9 februarie 1963.În 1953 se confirmă supremația democrat creștină in acelaș mod,reprezentați de partidele laice de centru. Principalul partid de opoziție va fi P.C.I.

## Rezultatele alegerilor
|                   | total      | percentuale (%) | percentuale (%)  |
| ----------------- | ---------- | --------------- | ---------------- |
| Alegatori         | 32.434.835 |                 |                  |
| Voturi            | 30.434.681 | 93,8            | (su n. elettori) |
| Voturi valide     | 29,560.269 | 97,1            | (su n. votanti)  |
| Voturi non valide | 874.412    | 2,9             | (su n. votanti)  |
| În gol            | 473.682    | 1,6             | (su n. votanti)  |

### Camera deputaților
| Partide                                                 | voturi     |            | voturi (%) |       | locuri |
| ------------------------------------------------------- | ---------- | ---------- | ---------- | ----- | ------ |
| Creștin democrații (DC)                                 | 12.522.279 | +1.687.997 | 42,36      | +2,26 | 273    |
| Partitul Comunist Italian (PCI)                         | 6.704.706  | +582.784   | 22,68      | +0,08 | 140    |
| Partitul Socialist Italian (PSI)                        | 4.208.111  | +766.806   | 14,23      | +1,53 | 84     |
| Mișcarea Socialistă Italiană (MSI)                      | 1.407.913  | -174.654   | 4,76       | -1,08 | 24     |
| Partitul Socialist Democratic Italian (PSDI)            | 1.345.750  | +122.499   | 4,55       | +0,03 | 22     |
| Partitul Liberal Italian (PLI)                          | 1.046.939  | +230.672   | 3,54       | +0,53 | 17     |
| Partitul Monarhic Popular (PMP)                         | 776.942    | -          | 2,63       | -     | 14     |
| Partitul Național Monarhic (PNM)                        | 659.865    | -1.195.977 | 2,23       | -4,62 | 11     |
| Partitul Republican Italian - Partitul Radical (PRI-PR) | 405.574    | -32.414    | 1,37       | -0,25 | 6      |
| Comunitate - (Mișcarea Comunității)                     | 173.257    | -          | 0,59       | -     | 1      |
| Südtiroler Volkspartei (SVP)                            | 135.495    | +12.603    | 0,46       | +0,01 | 3      |
| Uniune Valdôtaine (UV)                                  | 30.596     | -          | 0,10       | -     | 1      |
| alții                                                   | 146.206    | -          | 0,49       | -     | -      |
| Total                                                   | 29.563.633 |            | 100,00     |       | 596    |

### Senatul Republican
| Partide                                      | voturi     | voturi (%) | locuri |
| -------------------------------------------- | ---------- | ---------- | ------ |
| Democrația Creștină (DC)                     | 10.782.262 | 41,23      | 123    |
| Partitul Comunist Italian (PCI)              | 5.701.019  | 21,80      | 59     |
| Partitul Socialist Italiano (PSI)            | 3.682.806  | 14,08      | 35     |
| Partitul Socialist Democratic Italian (PSDI) | 1.165.402  | 4,46       | 5      |
| Mișcarea Socială Italiană (MSI)              | 1.149.873  | 4,40       | 8      |
| Partitul Liberal Italian (PLI)               | 1.008.830  | 3,86       | 4      |
| Partitul Monarhic Popolar (PMP)              | 773.959    | 2,96       | 5      |
| Partitul Național Monarhic (PNM)             | 510.823    | 1,95       | 2      |
| PCI - PSI - indipendenți                     | 185.644    | 0,71       | 2      |
| Südtiroler Volkspartei (SVP)                 | 120.086    | 0,46       | 2      |
| Union Valdôtaine (UV)                        | 28.137     | 0,11       | 1      |
| alte                                         | 1.043.158  | 3,99       | -      |
| Total                                        | 26.151.999 | 100,00     | 246    |

## Analiza teritorială a voturilor
Creștin Democrații la fel ca în alegerile trecute continuă cu o creștere a numărului de voturi în Marche, în Abruzzo, în Malive, depașind 55% din voturi in Lazio.Totuși se confirmă predominanța lor în Triveneto, o creștere in Provincia di Bolzano, unde SVP este in consens, in Alta Lombardia și în Provincia Cuneo si Luca. Continuă sa fie slabi in Regiunile Roșii, fiind in spatele PCI cu puține voturi în provinciile: Forlì, Firenze, Pisa, Pistoia și Terni.
PCI are o creștere in special in Umbria și Calabria dar pierde voturi în Sicilia si in Nord-Vest. Răman foarte puternici in Emilia-Romagna, Toscana si Umbria, fiind dificil sa obțină 10% din voturi in Triveneto si în Campania.
Partidul Social Italian își consolidează poziția in partea nord centrală, care rămâne principala zonă de influență a socialiștilor, dar luptă să depășească 10% din voturi în aproape tot sudul Italiei.
Mișcarea Socialistă Italiană pierde numeroase voturi în sudul Italiei și în cele doua mari insule, dar rămân puternici in Sicilia, Lazio, Umbria, Puglia si în provinciile Bolzano și Trieste unde depășesc 15% din voturi.
Partidul Social Democrat Italian  crește constant pe tot teritoriul țării, în particular in partea central nordică, în Puglia, Sicilia și Sardinia. Această inconstanță din partea central sudică este datorată puținelor voturi obținute la media națională, dar răman puternici in partea central nordica, în special in Piemonte și în nord est unde depașesc 10% din voturi in provincia Bolzano.
Partidul Liberal Italian echilibrează voturile sale in nordul Italiei, crescănd in Lombardia și Emilia Romagna, scade in Piemonte. Răman puternici in provinciile:  Campobasso, Messina si Benevento unde depașesc 15% din voturi.
Partidul Național Monarhist platește dur desparțirea din interiorul PMP pierzand numeroși alegători în toată Italia, în special in regiunile meridionale, unde PMP în precedentele alegeri au obținut rezultate bune, caderea cea mai mare s-a produs in Campania unde pierd aproape 10% din voturi, Puglia și Sicilia răman regiunile de bază ale partidului, dar în nordul Italiei în linii mari răman sub media națională.
Partidul Monarhist Popular caștigă majoritatea voturilor in partea central sudică, Campania, în provincia Napoli, strang 20% din voturi în Abruzzo Basilicata și Sicilia. La fel ca PNM, în partea nordică obțin procente puține, devenind ridicoli.
Partidul Republican Italian rămane foarte puternic in Romagna, Marche și pe coasta Toscanei. Pierde voturi în Lazio, Abruzzo si provincia Trapani care au fost până la alegerile trecute scutul de apărare al republicanilor.